# Portraits de criminels
Portraits de criminels est une émission de télévision consacrée aux tueurs en série ou criminels multirécidivistes. Elle est traduite de World's Most Evil Killers.
En France, elle est diffusée sur Numéro 23 et sur RMC Découverte. Aux États-Unis, l'émission est diffusée sur Reelz. 
Un reportage est constitué de reconstitutions, de témoignages et d'images d'archive.
À partir de la troisième saison, le reportage est précédé d'une brève introduction, présenté par Élizabeth Tchoungui, sous le titre de Crime story.

## Liste des épisodes
Des informations sont mentionnées dans la colonne « Détails et informations supplémentaires », sauf si l'article dédié à l'affaire ou à la personne existe, sur Wikipédia francophone.

### Première saison
| Titres de l'épisode                                | Détails et informations supplémentaires                                                                           |
| -------------------------------------------------- | --- |
| Ian Huntley (en) : le monstre de Soham             | Soham (Angleterre), 4 août 2002, Holly Marie Wells et Jessica Aimee Chapman 10 ans sont tuées par Ian Huntley.    |
| Steve Wright (en) : l'étrangleur du Suffolk        | Ipswich (Angleterre), du 30 octobre au 10 décembre 2006, Steve Wright tue 5 prostituées.                          |
| Peter Sutcliffe : l'éventreur du Yorkshire         | |
| Fred et Rose West : la maison de l'horreur         | |
| Joanna Dennehy (en)                                | Peterborough (Angleterre) en mars 2013, Joanna Dennehy poignarde 3 hommes.                                        |
| Levi Bellfield                                     | |
| Stuart Hazell (en)                                 | New Addington (Angleterre), 3 août 2012, Tia Sharp 12 ans est tuée par Stuart Hazell, compagnon de sa grand-mère. |
| Stephen Griffiths (en) : le cannibale à l'arbalète | Bradford (Angleterre), du 22 juin 2009 au 21 mai 2010 Stephen Griffiths tue trois prostituées.                    |
| Dennis Nilsen                                      | |
| Beverley Allitt : l'ange de la mort                | |
| Peter Tobin (en)                                   | En Angleterre, du 10 février 1991 au 26 septembre 2006, Peter Tobin tue 3 femmes.                                 |
| John Wayne Gacy : le clown tueur                   | |
| Michael Ryan                                       | |
| Fritz Honka                                        | |
| Jeffrey Dahmer : le cannibale de Milwaukee         | |
| Marc Dutroux                                       | |
| Volker Eckert : le tueur au polaroïd               | |
| Ed Gein : le boucher de Plainfield                 | |
| Thierry Paulin : le tueur de vieilles dames        | |
| Joachim Kroll : le cannibale de la Ruhr            | |

### Deuxième saison
| Titres de l'épisode                                             | Détails et informations supplémentaires |
| --------------------------------------------------------------- | --- |
| Stephen Port (en) : un tueur en ligne                           | En Angleterre, de 2014 à 2015, quatre hommes sont violés et tués par Stephen Port. |
| Stefano Brizzi : le "meurtre accidentel"                        | Londres, avril 2016, Gordon Semple policier 59 ans est tué par Stefano Brizzi ex-informaticien homosexuel drogué séropositif d'origine italienne. 5 février 2017, Brizzi se suicide dans sa cellule. |
| Edmund Kemper : le géant de Santa Cruz                          | |
| Tracie Andrews (en) : le retournement de situation              | Alvechurch (Angleterre), 1er décembre 1996, Lee Raymond Dean Harvey est poignardé 42 fois par sa fiancée Tracie Andrews. |
| Raoul Moat (en) : la jalousie meurtrière                        | Birtley (Angleterre), du 3 au 9 juillet 2010, Raoul « Moaty » Moat 37 ans abat Chris Brown nouveau compagnon de Samantha Stobbart son ex-compagne et la blesse. East Denton (en), il tire sur David Rathband un policier et le blesse gravement. Cartington, il se suicide quand il est cerné par la police. David Rathband finit par se suicider. |
| Mick Philpott (en) : le manipulateur de Derby                   | Osmaston (en) (Angleterre), mai 2012, Mick Philpott polygame père de 17 enfants, incendie sa maison avec la complicité de son épouse et d'un ami. Les 6 enfants à l'étage meurent asphyxiés. |
| Mark Bridger (en) : la disparition d'April Jones                | Machynlleth (Pays de Galles), 2012 April Jones 5 ans est enlevée par Mark Bridger. À ce jour, son corps n'a pas été retrouvé. |
| Roy Whiting (en) : le monstre au camion blanc                   | Sussex de l'Ouest (Angleterre), juillet 2000, Sarah Payne (en) 8 ans est tuée par Roy Whiting. |
| Dorothea Puente : la pension de la mort                         | |
| Rodney Alcala : le double jeu                                   | |
| Steven Grieveson (en) : l'étrangleur de Sunderland              | Sunderland (Angleterre), du 26 mai 1990 au 25 février 1994, Steven Grieveson tue quatre adolescents. |
| John Duffy et David Mulcahy (en) : les tueurs des voies ferrées | Près de Londres, de 1982 au 18 mai 1986, à proximité des gares, John Duffy et David Mulcahy violent des femmes et en tuent au moins trois. |
| Richard Ramirez : le traqueur de la nuit                        | |
| Charles Ng et Leonard Lake : le duo californien                 | |
| Cary Stayner : le meurtrier du parc                             | |
| Wolfgang Schmidt (de) : la bête de Beelitz                      | Allemagne, de 1989 à 1991, Wolfgang Schmidt tue six femmes. « La bête de Beelitz » ou « Le géant rose ». |
| Danilo Restivo : le coiffeur de Potenza                         | |
| Jack Unterweger : l'étrangleur de Vienne                        | |
| Paweł Tuchlin (en) : le scorpion                                | En Pologne, de 1975 à 1983, Paweł Tuchlin viole et tue neuf femmes à coup de marteau. Surnommé le « Scorpion ». Il est condamné à mort et pendu. |
| Horst Kröner : les pulsions meurtrières                         | Friedberg (Bavière) 20 décembre 2015 Grace Kröner 37 ans originaire des Philippines est tuée dans son sommeil par son époux Horst informaticien. |

### Troisième saison
| Titres de l'épisode                           | Détails et informations supplémentaires |
| --------------------------------------------- | --- |
| Karol Kot (en), le tueur de Cracovie          | Cracovie de 1964 à 1966 Karol Kot poignarde 2 personnes et tente d'en tuer 10 autres. |
| Diane Downs                                   | |
| Gary Ridgway, le monstre de la Green River    | |
| Ted Bundy                                     | |
| Colin Ireland, le tueur de gays               | |
| Angus Sinclair (en)                           | Édimbourg (Écosse), octobre 1977, Christine Eadie 17 ans et Helen Scott 17 ans, sont tuées par Angus Sinclair violeur en série. |
| Aileen Wuornos, la demoiselle de la mort      | |
| Robert Lee Yates Jr (en), le tueur de Spokane | Autour de Spokane (état de Washington), de 1975 à 1998, Robert Lee Yates abat au moins 18 personnes. |
| Robert Black                                  | |
| Mark Hobson (en)                              | Yorkshire du Nord (Angleterre) juillet 2004, 4 personnes sont tuées par Mark Hobson. |
| Bobby Joe Long                                | |
| Bob Berdella, le boucher de Kansas City       | |
| Derrick Bird (en), la chute macabre           | Cumbria (Angleterre) 2 juin 2010 Derrick Bird chauffeur de taxi abat douze personnes, en blesse onze autres et se suicide. |
| Danny Rolling, l'éventreur de Gainesville     | |
| David Heiss (en), la passion barbare          | 19 septembre 2008 Matthew Pyke étudiant administrateur du fan-site Advance Wars est poignardé 86 fois par David Heiss allemand. |
| BTK, sur la piste du tueur                    | |
| Trevor Hardy, le monstre de Manchester        | Newton Heath 31 décembre 1974 Janet Lesley Stewart 15 ans est poignardée par Trevor Hardy. Moston 19 juillet 1975 il frappe sur la tête avec une brique Wanda Skala 17 ans serveuse dans un hôtel, la vole, l'agresse sexuellement et la mutile. Mars 1976 il poignarde et étrangle avec une paire de collants Sharon Mosoph 17 ans après une fête du personnel et jette son corps mutilé dans le canal de Rochdale à Failsworth. |
| Christopher Halliwell (en), la double vie     | Angleterre 27 décembre 2002 Christopher Halliwell chauffeur de taxi enlève et tue Becky Godden-Edwards 20 ans prostituée héroïnomane. 19 mars 2011 il enlève, viole, poignarde et étrangle Sian O'Callaghan 22 ans. |
| John Cooper (en), le multirécidiviste         | Pays de Galles 22 décembre 1985 Helen Thomas 54 ans et son frère Richard 58 ans sont abattus chez eux par John Cooper ouvrier agricole, cambrioleur et violeur. En 22 juin 1989 il détrousse et abat Peter Dixon 51 ans et son épouse Gwenda 52 ans. 6 mars 1996 il viole 2 adolescentes de 15 et 16 ans dans un champ. |
| Vincent Tabak, le voisin tueur                | |

### Quatrième saison
| Titres de l'épisode                                        | Détails et informations supplémentaires |
| ---------------------------------------------------------- | --- |
| John Sweeney, le veuf noir                                 | En 1990 Melissa Halstead 33 ans est tuée et dépecée par son compagnon John Sweeney. Il met son corps dans un sac et le jette dans un canal à Rotterdam. En 1994 il tente de tuer sa nouvelle compagne Delia Balmer. En 2000 il tue et dépèce Paula Fields 31 ans et jette ses dans un canal. |
| Dale Cregan (en), vengeance à tout prix                    | Droylsden (en) (Angleterre) 25 mai 2012 à Mark Short 23 ans est abattu dans le pub « Cotton Tree » par Dale Cregan délinquant concurrent. Clayton (en) 10 août il abat David Short 46 ans père de Mark et jette une grenade sur son cadavre. Mottram in Longdendale (en) 18 septembre il abat Nicola Hughes 23 ans et Fiona Bone 32 ans policières envoyées pour un cambriolage fictif qu'il a signalé par téléphone à la police. |
| Christopher Hightower, une vie de mensonge                 | Rhode Island (États-Unis) septembre 1991 Ernest Brendel est abattu avec une arbalète et enterré dans une forêt par son ami Christopher Hightower professeur de catéchisme escroc. Il séquestre Emily l'épouse d'Ernest et enlève et drogue leur fille Alice 8 ans. Il étrangle Emily et l'enterre avec Alice près du corps d'Ernest.                                                                                              |
| Son of Sam, le tueur de New York                           | |
| Robert Napper, l'éventreur de Plumstead                    | |
| Famille Kimes (en), les liens du sang                      | Aux États-Unis Sante Kimes avec la complicité de son fils Kenneth « Kenny » transgresse les lois anti-esclavagistes, commet des vols et des contrefaçons et tue deux personnes. |
| Harold Shipman : le docteur de la mort                     | |
| Ángel Reséndiz : le tueur du rail                          | |
| Robert Ben Rhoades : le camionneur à la chambre de torture | |
| Arthur Hutchinson : la traque                              | Angleterre, dans la nuit du 23 octobre 1983, Basil Laitner 59 ans, son épouse Avril 55 ans et leur fils Richard 28 ans sont poignardés chez eux par Arthur Hutchinson, puis il viole leur fille Nicola 18 ans. |
| Titre ?                                                    | |